# Andrej Mitrović
Andrej Mitrović (cyrillique serbe : Андреј Митровић, né le 17 avril 1937 à Kragujevac et mort le 25 août 2013 à Belgrade) est un historien et académicien serbe.
Il a terminé l'école primaire et le gymnase dans sa ville natale. Mitrović a obtenu un diplôme, une maîtrise et un doctorat en histoire à la faculté de philosophie de l'université de Belgrade, où il a enseigné par la suite jusqu'à sa retraite. C'est un spécialiste de l'histoire de l'Europe dans l'entre-deux-guerres, de l'histoire moderne de la Serbie (Yougoslavie) jusqu'en 1921 et de la méthodologie historique.
Mitrović est un membre correspondant de l'Académie serbe des sciences et des arts (1988) et de l'Académie monténégrine des sciences et des arts (2006). Il reçoit plusieurs prix prestigieux pour sa contribution.
Il est marié avec Ljubinka Trgovčević, sa collègue. Il est décédé le 25 août 2013 à la suite d'une longue et difficile maladie[Laquelle ?]. Ses funérailles ont eu lieu deux jours après son décès.

## Publications
- La Yougoslavie à la conférence de paix 1919–1920, 1969
- Le temps des intolérants. L'histoire politique des grands États d'Europe 1919–1939, 1974
- Démarcation de la Yougoslavie avec la Hongrie et la Roumanie 1919–1920. Contribution à l'étude de la politique yougoslave à la Conférence de paix à Paris, 1975
- L'historique dans « La Montagne magique ». Une tentative d'examen interdisciplinaire, 1977
- Fascisme et nazisme, 1979
- Percée dans les Balkans. La Serbie dans les projets de l'Autriche-Hongrie et de l'Allemagne 1908–1918, 1981
- Engagé et beau. L'art en période entre les guerres mondiales 1914–1945, 1983
- La Serbie dans la Première Guerre mondiale, 1984
- Luttes révoltés dans la Serbie 1916–1918, 1987
- La muse capricieuse. Examens sur historique, scientifique et artistique, 1992
- Le soulèvement de Toplica. Sa place dans l'histoire serbe, 1993
- La recherche de Clio. Examens sur théorique en historiographie, 1996
- Les temps des destructeurs, 1998
- Clio devant tentations et se disputant avec Clio, 2001
- Banques étrangères en Serbie 1878–1914 : politique, progrès, cadre européen, 2004
- Sur l'état de Dieu et le salut mauvais, 2007
- Culture et historie, 2008